# Le Calvaire de Julia Ross
Pour plus de détails, voir Fiche technique et Distribution.
Le Calvaire de Julia Ross (My Name Is Julia Ross) est un film américain réalisé par Joseph H. Lewis et sorti en 1945.

## Synopsis
Une agence recherche une jeune femme, sans famille et sans attache sentimentale, pour un poste de secrétaire. Julia Ross, qui correspond à ces critères, se présente. Elle fait la connaissance de Mrs Hughes et de son fils. Bien vite, l'affaire est réglée et la directrice de l'agence offre le thé à tout ce monde. Mais la tasse de la jeune femme contient un puissant narcotique. Lorsqu'elle reprend ses esprits, Julia Ross se trouve dans une des chambres de la demeure des Hughes, une alliance au doigt... À partir de cet instant, sa vie va basculer dans un hallucinant cauchemar...

## Fiche technique
- Titre : Le Calvaire de Julia Ross
- Titre original : My name is Julia Ross
- Réalisation : Joseph H. Lewis
- Scénario : Muriel Roy Bolton, d'après le roman d'Anthony Gilbert
- Chef opérateur : Burnett Guffey
- Musique : Mischa Bakaleinikoff
- Montage : Henry Batista
- Production : Wallace MacDonald
- Date de sortie :
  - États-Unis : 8 novembre 1945
- Durée : 65 minutes
- Genre : Policier

## Distribution
- Nina Foch : Julia Ross
- Dame May Whitty : Mme Hughes
- George Macready : Ralph Hughes
- Roland Varno : Dennis Bruce
- Anita Sharp-Bolster : Sparkes
- Doris Lloyd : Mme Mackie
- Joy Harrington : Bertha
- Queenie Leonard : Alice
- Leonard Mudie : Peters

## Commentaires
Dans la lignée d'œuvres comme Rebecca d'Alfred Hitchcock, Hantise de George Cukor ou Angoisse de Jacques Tourneur, ce film les surpasse par l'originalité de son scénario, qui laisse pantois. Le personnage de Ralph Hughes, interprété par George Macready, dont le physique et le jeu s'accordent magnifiquement, fait froid dans le dos. Quant à Nina Foch et Dame May Whitty, leurs prestations ajoutent à la force d'une œuvre qu'on ne peut oublier de sitôt.